# David Langer
David Langer (Rýmařov, 27 gennaio 1976) è un allenatore di calcio ed ex calciatore ceco di ruolo centrocampista, tecnico della formazione primavera del Viktoria Žižkov.